# Mind Trick
Mind Trick is een nummer van de Britse zanger Jamie Cullum uit 2005. Het is de tweede single van zijn vierde studioalbum Catching Tales.
Cullum schreef het nummer naar eigen zeggen binnen twee uur tijd. "We zaten wat te jammen en besloten een soulklassieker te maken. Dus we zetten wat nummers van Marvin Gaye en Stevie Wonder op. Binnen een half uur hadden we de muziek geschreven. Later in de kroeg hebben we de tekst afgemaakt. Binnen twee uur was het nummer klaar", aldus Cullum. "Mind Trick" werd enkel in het Verenigd Koninkrijk en Nederland een bescheiden hitje. In het Verenigd Koninkrijk bereikte het de 32e positie, en in de Nederlandse Top 40 de 27e.